# 八百橋駅
八百橋駅（はっぴゃくきょうえき）は、中華人民共和国江蘇省南京市六合区八百大道、雲生路と金江公路の交差点にある、南京地下鉄S8号線の駅である。

## 駅名
駅名については、事業着手当初は南京地下鉄集団は「八百橋駅」の仮称を用いており、開業前に駅名が「八百橋駅」に決定したことが発表された。

## 歴史
- 2014年8月1日S8号線の駅として開業。

## 駅構造

### のりば
| 番線 | 路線             | 方面                                          | 行先          |
| ---- | ---------------- | --------------------------------------------- | ------------- |
|      | 南京地下鉄S8号線 | 卸甲甸・高新開発区・長江大橋北・柳洲南路 方面 | 浦口公園 行き |
|      | 南京地下鉄S8号線 | 金牛湖 方面                                   | 天長 行き     |

### 改札・出入口
- 1号出入口：金牛湖・冶山・東王
- 2号出入口：金牛湖・八百鎮

## 駅周辺
- 金牛湖医院
- 金牛湖中心小学
- 八百橋公園

## 隣の駅
南京地下鉄
■S8号線
沈橋駅- 八百橋駅-金牛湖駅